# Elly Ameling
Elisabeth Sara (Elly) Ameling (Rotterdam, 8 februari 1933) is een Nederlands sopraanzangeres.

## Biografie
Elly Ameling is de dochter van Dirk Ameling, juwelier (1891-1948) en Aleida Hendrika Zikking (1901-1987) en was getrouwd met Arnold (Nol) Belder (1924-2012).
Ze volgde zanglessen bij Jo Bollekamp en Jacoba Dresden-Dhont en later bij Bodi Rapp en Pierre Bernac. Ze maakte haar debuut als concertzangeres in Rotterdam in 1953 en heeft tijdens haar 43-jarige carrière over de hele wereld opgetreden, in recital en met orkest. Op 23-jarige leeftijd won ze het Internationaal Vocalisten Concours 's-Hertogenbosch (1956) en later het Concours International de Musique in Genève (1958). Ze is vooral bekend om haar interpretaties van Frans- en Duitstalige liederen van bijvoorbeeld Schubert, Hugo Wolf, Gabriel Fauré en Poulenc. Zij zong samen met onder anderen Gérard Souzay en Dietrich Fischer-Dieskau en werd begeleid door bijvoorbeeld de pianisten Gerald Moore, Jörg Demus, Dalton Baldwin, Irwin Gage en Rudolf Jansen. Ook zong ze sopraanpartijen in oratoria, zoals Bachs Matthäus-Passion. Met orkest trad zij op met, onder anderen, de dirigenten Ernest Ansermet, Carlo Maria Giulini, Benjamin Britten, Rafael Kubelik, Wolfgang Sawallisch en André Previn.

## Afscheid
Na een carrière van 43 jaar nam zij op 29 januari 1996 afscheid van het Nederlandse publiek met een recital in de Grote Zaal van het Amsterdamse Concertgebouw, in aanwezigheid van prins Claus. In dit afscheidsconcert traden ook enkele muzikale vrienden op. Gérard Souzay stond ook op het programma, maar was door ziekte verhinderd, evenals Shura Cherkassky. Een interview met Frédéric Bastet werd in het programma afgedrukt. Zijn gelegenheidsgedicht Aan Elly Ameling werd gedrukt door Ger Kleis op de pers van Sub Signo Libelli. Als eerbewijs werd aan haar de Elly Ameling Ring uitgereikt (ontworpen en gemaakt door Boudewien van Heek) die zij onmiddellijk doorgaf aan Robert Holl. Aangekondigde opnames van het afscheidsconcert zijn nooit uitgebracht.
Sinds dit afscheid geeft Elly Ameling in binnen- en buitenland masterclasses aan zangers, gewijd aan het Duitse en Franse lied. Sommige zijn ook uitgezonden op televisie.

## Discografie
- Icon: Elly Ameling, The Dutch Nightingale (8CD), 2012, EMI Classics
- Elly Ameling, Think of Me Personal favorites LP 1981
- Elly Ameling 75 jaar, Live Concertopnamen 1957-1991, Nederlandse Omroep (5CD), 2008, Van Omnium audiovisueel, GW 80003.
- Elly Ameling 80 jaar, Live Concertopnamen 1967-1990, Nederlandse Omroep (5CD), 2013, Van Omnium audiovisueel, GW 13001.
- The Artistry of Elly Ameling (5CD), Philips (Universal).
- Elly Ameling, After Hours..., Songs von Gershwin, Porter, Prévert u.a.; E.A., Louis van Dijk, Philips (Universal).
- Elly Ameling, Sentimental Me, Songs von Porter, Ellington, Sondheim u.a.; E.A., Louis van Dijk, Polygram Classics, Philips 412 433-2.
- Elly Ameling, Sweet Was The Song, internationale Weihnachtslieder, EMI.
- Elly Ameling, The Early Recordings (4CD), DHM (Sony BMG).
- Bach, Arien aus Kantaten für Sopran, Oboe und B.C., E.A., Han de Vries (Oboe), Albert de Klerk (Orgel), Richte van der Meer (Cello), EMI.
- Bach, Bauern-, Kaffee-, Hochzeitskantate, Non sà che sia dolore, E.A., G.English, S.Nimsgern, Collegium Aureum, DHM (Sony BMG).
- Bach, Kantaten, Ein feste Burg, Jauchzet Gott, Wachet auf, English Chamber Orchestra, Raymond Leppard, Dt. Bachsolisten, Helmut Winschermann, Philips (Universal).
- Bach, Johannes-Passion, Stuttgarter Kammerorchester, Karl Münchinger, Decca (Universal).
- Bach, Matthäus-Passion, Stuttgarter Kammerorchester, Karl Münchinger, Decca (Universal).
- Bach, Magnificat/Osteroratorium, Stuttgarter Kammerorchester, Karl Münchinger, Decca (Universal).
- Bach, Weihnachtsoratorium, Stuttgarter Kammerorchester, Karl Münchinger, Decca (Universal).
- Berlioz, Les Nuits d'été, Atlanta S.O., Robert Shaw, Telarc.
- Brahms, Lieder, E.A., Rudolf Jansen, Hyperion, CDA 66444.
- Debussy, Complete Songs, E.A., Gérard Souzay, Dalton Baldwin and others, EMI Classics.
- Fauré, Lieder, Complete Songs (4CD), E.A., Gérard Souzay, Dalton Baldwin, Brilliant (Joan Records).
- Fauré, Requiem, Rotterdam Philharmonic Orchestra, Jean Fournet, Philips (Universal).
- Grieg, Peer Gynt, San Francisco S.O., Edo de Waart, Philips (Universal).
- Händel, Messias, St Martin-in-the-Fields, Sir Neville Marriner, Decca.
- Haydn, Orlando Paladino, Orchestre de Chambre de Lausanne, Antal Dorati, Philips (Universal).
- Haydn, Lieder complete, with Joerg Demus, Philips 420 217 - 2.
- Michael Haydn, Kerstcantate `Lauft ihr Hirten allzugleich`, Deutsche Harmonia Mundi – 1C 027-99 665.
- Mahler, Symphonie Nr.2 & Symphonie Nr.4, Royal Concertgebouw Orchestra, Bernard Haitink, Philips (Universal).
- Martin, Le mystère de la nativité, Orchestre de la Suisse Romande, Ernest Ansermet, Cascavelle.
- Martin, Frank Martin interprète Frank Martin, E.A. u.a., Frank Martin, Jecklin Disco.
- Mozart, Requiem, Wiener Philharmoniker, Istvan Kertesz, Decca.
- Mozart, Lieder, complete, with Dalton Baldwin, Philips 416 893 – 2.
- Mozart, Exsultate Jubilate, with English Chamber Orchestra, cond. Raymond Leppard.
- Mozart, Schubert, Opern-und Konzertarien, Rotterdam P.O., Edo de Waart, Pentatone.
- Poulenc, Edition du centenaire 1899-1963, complete songs with Elly Ameling, Gérard Souzay and others, Dalton Baldwin, EMI Classics.
- Die vollständige Mozart-Edition Vol. 24 (Lieder, Notturni), Philips (Universal).
- Mendelssohn, Elias, Leipziger Gewandhausorchester, Wolfgang Sawallisch, Philips (Universal).
- Poulenc, Edition du centenaire 1899-1963 (Melodien und Lieder), EMI Classics.
- Ravel, Mélodies-Lieder, Shéhérazade, E.A., Rudolf Jansen, Erato (Warner).
- Schubert, Lieder.E.A., Rudolf Jansen, Hyperion CDJ 33007.
- Schubert, Lieder (4CD), E.A., Dalton Baldwin, Rudolf Jansen, Philips (Universal).
- Schubert, Rosamunde, Leipzig Radio Choir; Leipzig Gewandhaus Orchestra, Kurt Masur, Philips 412 432-1
- Schubert, Schumann, Lieder, Elly Ameling, Jörg Demus, DHM (Sony BMG).
- Schubert, Duette-Terzette-Quartette, E.A., Janet Baker, Dietrich Fischer-Dieskau, Peter Schreier, Gerald Moore, Deutsche Grammophon.
- Schumann, Frauenliebe- und Leben, E.A., Dalton Baldwin, Pentatone.
- Vivaldi, Berühmte geistliche Chorwerke, Nulla in mundo pax, English Chamber Orchestra, Vittorio Negri, Philips (Universal).
- Vivaldi, Juditha Triumphans, Kammerorchester Berlin, Vittorio Negri, Philips (Universal).
- Wolf, italienisches Liederbuch, complete Goethe- und Keller-Lieder, E.A., Tom Krause, Irwin Gage, Rudolf Jansen, GLOBE.
- Wolf, spanisches Liederbuch, E.A., Rudolf Jansen, Hyperion.